# Upletka
Upletka ili piumbadura.(ponekad fiumbadura) je način završavanja ili spajanja konopa ili čeličnih užeta bez zavezivanja čvora ili korištenja dodatne opreme ili temperature. Upletke se vrlo često rade kako bi na krajevima bila omča (Očeta), uz dodatak očnice (radanče) ili bez njih.